# Guagua
Guagua è una municipalità di prima classe delle Filippine, situata nella Provincia di Pampanga, nella regione di Luzon Centrale.
Guagua è formata da 31 baranggay:
- Ascomo
- Bancal
- Jose Abad Santos (Siran)
- Lambac
- Magsaysay
- Maquiapo
- Natividad
- Plaza Burgos (Pob.)
- Pulungmasle
- Rizal
- San Agustin
- San Antonio
- San Isidro
- San Jose
- San Juan Bautista
- San Juan Nepomuceno

- San Matias
- San Miguel (Betis)
- San Nicolas 1st
- San Nicolas 2nd
- San Pablo
- San Pedro
- San Rafael (Duck Island)
- San Roque
- San Vicente (Ibus)
- San Juan
- Santa Filomena (Pob.)
- Santa Ines
- Santa Ursula
- Santo Cristo
- Santo Niño (Pob.)